# Waterman Rock
Pour les articles homonymes, voir Waterman.
Le Waterman Rock est un bloc erratique situé dans l'État de Washington, aux États-Unis.

## Description
Le rocher se situe dans le sud de l'île Whidbey, à environ 4 km au nord-ouest de Langley, dans le comté d'Island. Il a une hauteur de 11,6 mètres (38 feet), une largeur de 18 m (60 feet) et une circonférence de 47 m (155 feet).